# 哥布林 (YouTuber)
哥布林（2006年9月16日—）本名许睿岑，是一名拍攝航空題材影片的YouTuber，現居臺北市。

## 生平

### YouTube 频道生涯[3]
哥布林于2019年6月7日注册YouTube账号，并在两天后上传第一部公開影片。 早期主要拍攝《Free Fire－我要活下去》的影片，後轉型為拍攝手機飛行模擬器真实飞行模拟器（Real Flight Simulator）的影片。2020年4月起哥布林转型，开始改用X-Plane 11以及微软飞行模拟2020来制作影片，主要内容为探索危险的机场（机场大探索）或者紧急迫降，2021年3月起又改拍航空事故模拟並持續到現在。在2021年2月取得1萬訂閱，其頻道在經過不同傳媒（如東森新聞台、台灣達人秀等）的分享後，取得更多的關注，並於2022年達成YouTube的十萬訂閱。至今已有26萬位訂閱者。

## 演出作品

### 綜藝節目
- 2023年5月23日：綜藝大熱門[8]

## 獎項
| 年份 | 頒獎典禮    | 獎項     | 作品名稱                                               | 結果 |
| ---- | ----------- | -------- | ------------------------------------------------------ | ---- |
| 2022 | 第4屆走鐘獎 | 金頭腦獎 | 一排鉚釘導致了520人的罹難，日航123完整解析【空難模擬】 | 提名 |
| 2024 | 第6屆走鐘獎 | 金頭腦獎 | 馬航370，這裡是最完整的故事                            | 提名 |

## 外部連結
- YouTube上的哥布林頻道
- 哥布林的Instagram帳戶